# Antonio Quadri
Antonio Quadri (* 1777 in Vicenza; † 1845 in Venedig) war kaiserlicher Rat und Mitglied im Ateneo Veneto, korrespondierendes Mitglied des Istituto Veneto di Scienze, Lettere ed Arti in Venedig, dann gehörte er der königlichen Akademie in Turin und  der in Padua an, war Ehrenmitglied der Accademia Olimpica in Vicenza.

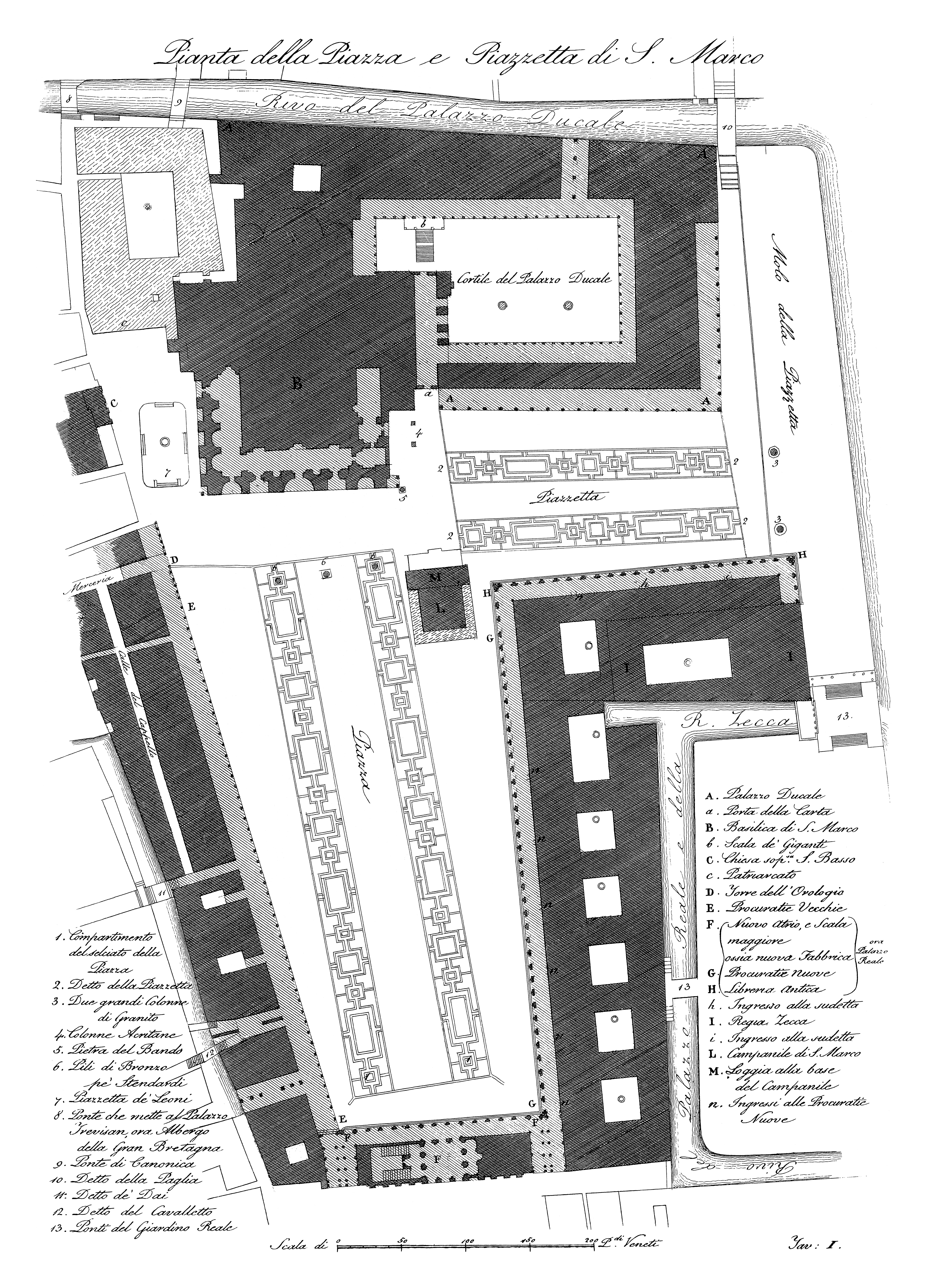
Skizze des Markusplatzes aus dem Werk von Quadri und Moretti, 1831

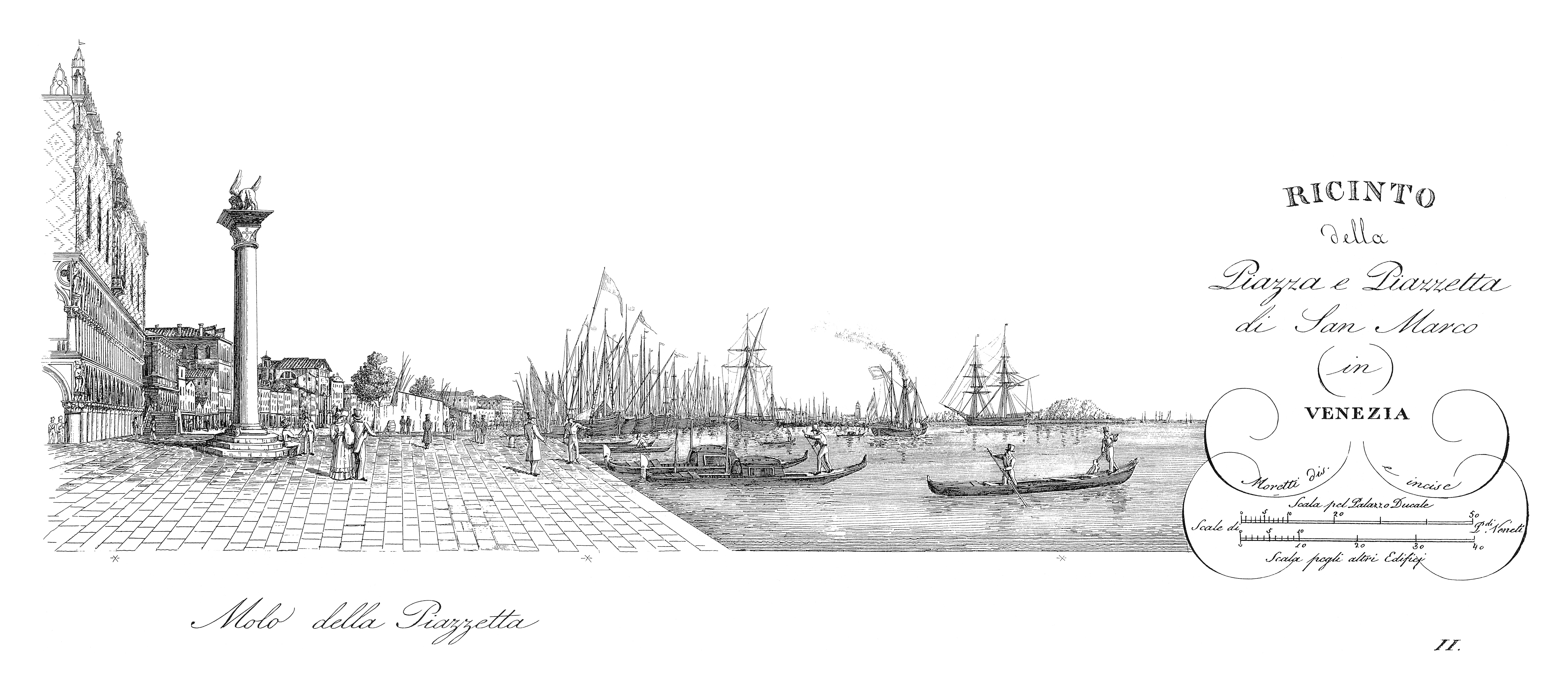
Blick auf Molo und Piazzetta

1816 wurde Quadri, nachdem er unter französischer und österreichischer Herrschaft verschiedene Verwaltungsposten eingenommen hatte, Sekretär der österreichischen Regierung in Venedig. 1824 und 1826 publizierte er zunächst Werke zur Statistik Venetiens, wandte sich dann aber Themen der Kunst und der Geschichte zu. So veröffentlichte er 1826 den ersten Band einer zehn „Epochen“ überblickenden Geschichte Italiens, der die beiden ersten Epochen, nämlich die Frage der Herkunft der Italiener einerseits, dann aber die der frühesten von antiken Autoren genannten Bewohner der Halbinsel aufführte. Mit dem Graveur Dionisio Moretti brachte er 1828 Il Canal Grande di Venezia descritto da Antonio Quadri ... e rappresentato in LX tavole rilevate ed incise da Dionisio Moretti, ein Werk, das ähnlich umfangreich mit Stichen ausgestattet war, wie das bereits 1821 aufgelegte Otto giorni a Venezia („Acht Tage in Venedig“), das mehrere Auflagen erlebte und ins Französische, partiell auch ins Deutsche übersetzt wurde.

## Veröffentlichungen (Auswahl)
- Storia della statistica dalle sue origini sino alla fine del secolo 18 per servire d’introduzione ad un prospetto statistico delle provincie Venete, Giuseppe Picotti, Venedig 1824.
- Prospetto statistico delle Provincie Venete, Francesco Andreola, 1826.
- Le dieci epoche della storia d’Italia antica e moderna, Rusconi, Mailand 1826 (beginnt im ersten Band mit der biblischen Überlieferung, setzt dann aber mit den klassischen Aborigines, mit Pelasgern und Etruskern, Ausoni, Euganei usw. fort). (Digitalisat)
- Otto giorni a Venezia, Teil 1: Oggetti principali da vedersi nella città di Venezia e nelle isole adiacenti distribuiti in otto giornate, Francesco Andreola, Venedig 1821.
- Otto giorni a Venezia, Molinari, Venedig 1821, 1824, 1830 und 1853
  - Huit Jours à Venise, Paris 1828, 1838, 1842.
  - Vier Tage in Venedig nebst einem Anhange von einem fünften Tage zum Besuche der merkwürdigsten Inseln der Laguna, Cecchini, Venedig 1846, erweiterte Auflage 1850.
- Tempio de' SS. Giovanni e Paolo in Venezia: con XIX tavole incise in rame, Andreola,  Venedig 1835.
- Serto de’dogi Mocenigo, Tipografia Armena di San Lazzaro, Venedig 1840. (Digitalisat)
- Descrizione topografica di Venezia e delle adiacenti lagune, Forni, Bologna 1844.